# Anerkennungszahlung der Evangelischen Kirche in Deutschland an Betroffene sexualisierter Gewalt
Die Anerkennungszahlungen der Evangelischen Kirche in Deutschland an Betroffene sexualisierter Gewalt sind Zahlungen der Gliedkirchen der Evangelischen Kirche in Deutschland (EKD) und ihrer angeschlossenen diakonischen Werke an Personen, die in einer der verfassten Gliedkirchen oder in einer diakonischen Einrichtung sexualisierte Gewalt erfahren haben.

## Hintergrund
Im Rahmen der Aufarbeitung der sexualisierten Gewalt in der Evangelischen Kirche in Deutschland zahlen die Gliedkirchen an die Betroffenen keine Entschädigungen für einen entstandenen Schaden zur Wiedergutmachung. Stattdessen zahlen sie Anerkennungsleistungen, die das Leid, das die Betroffenen sexualisierter Gewalt erlitten haben, anerkennen. Bisher hatten die Gliedkirchen unterschiedliche Anerkennungsverfahren und es kam zu deutlichen Unterschieden bei der Höhe der Anerkennungszahlungen. Die großen Unterschiede zwischen den Zahlungen der Gliedkirchen und die fehlende Einheitlichkeit des Antragsverfahrens wurden in der ForuM-Studie kritisiert.

## Kirchenrechtliche Grundlage für die Zahlungen
- Im Jahr 2012 wurde von der EKD die Orientierungshilfe zu Unterstützungsleistungen an Betroffene sexuellen Kindesmissbrauchs in Anerkennung ihres Leids beschlossen.[6]
- Im Jahr 2021 wurde von der EKD die Musterordnung für Unterstützungsleistungen an Betroffene sexuellen Kindesmissbrauchs beschlossen. Diese beinhaltet eine Mindeststumme in Höhe von 5.000 € und eine Höchstsumme in Höhe von 50.000 €.[7]
- Im Jahr 2024 wurde die heute gültige Richtlinie der Evangelischen Kirche in Deutschland zur Anerkennung sexualisierter Gewalt (Anerkennungsrichtlinie-EKD) beschlossen.[8]

## Höhe der Anerkennungsleistungen
Die Anerkennungsleistungen bestehen aus zwei Teilen. Der erste Teil ist eine individuelle Leistung, die die Tat und ihre Folgen und das Verhalten der Institution berücksichtigt. Der zweite Teil ist eine pauschale Leistung in Höhe von 15.000 € für den Fall, dass die Tat zum Tatzeitpunkt oder zum Zeitpunkt der Zahlung gemäß dem 13. Abschnitt des Strafgesetzbuches strafbar war.
Die Höhe der individuellen Leistung wird anhand eines sogenannten Anhaltskatalogs bestimmt. Der Anhaltskatalog ist von dem Beteiligungsforum Sexualisierte Gewalt und den Vorsitzenden der Anerkennungskommissionen erstellt. In der Katalog sollen hypothetische Fälle mit entsprechenden Beispielsummen aufgelistet sein, die sich an der Spruchpraxis von Zivilgerichten orientieren.

## Verfahren zum Erhalt der Anerkennungsleistungen
Um eine Anerkennungsleistung zu bekommen, muss eine Person bei einer Anerkennungskommission der Gliedkirche einen entsprechenden Antrag stellen. Die antragstellende Person muss die Tat gegenüber der Anerkennungskommission plausibel machen. Die Plausibilität einer Tatschilderung, insbesondere zu beschuldigter Person, Tatort, Tatzeit und Tathergang, als Voraussetzung für den Erhalt von Anerkennungsleistungen ist dann gegeben, wenn sie objektiven Tatsachen nicht widerspricht und im Übrigen bei Würdigung aller Umstände eine überwiegende Wahrscheinlichkeit für ihre Richtigkeit spricht. Wenn die antragstellende Person mit der Entscheidung der Anerkennungskommission unzufrieden ist, kann sie innerhalb von sechs Monaten eine Gegenvorstellung an die Anerkennungskommission richten. Sollte die antragstellende Person mit der erneuten Entscheidung der Anerkennungskommission weiterhin unzufrieden sein, kann sie eine erneute Gegenvorstellung an die Koordinierungskommission richten, die erneut über den Antrag entscheidet. Die Koordinierungskommission besteht aus den Vorsitzenden der Anerkennungskommissionen.

## Bisher geleistete Zahlungen

### Beispiele für die Höhe von Zahlungen
- Die Evangelisch-lutherische Landeskirche Hannovers zahlte im Jahr 2012 2.500 € an einen Betroffenen, der während seines Konfirmandenunterrichts körperliche Annäherungen und Übergriffe mit sexuellem Gehalt durch den Pastor erfahren hatte. Der Fall wurde von der unabhängigen Kommission als „individueller Härtefall“ eingestuft.[18]
- Die Evangelische Kirche in Hessen und Nassau zahlte im Jahr 2023 130.000 € an eine Pfarrerstochter, die von ihrem eigenen Vater sexuell missbraucht wurde.[19] Diese Summe ist die höchste bekannte Summe, die eine evangelische Kirche in Deutschland je gezahlt hat.[20]
- Durchschnittlich erhielten Betroffene sexualisierter Gewalt bisher 13.370 € von der evangelischen Kirche.[21]
- Zum Vergleich: Die höchste Summe, die die römisch-katholische Kirche in Deutschland je gezahlt hat, liegt bei 300.000 €.[22][23]

### Gesamtsumme der geleisteten Zahlungen
Bis zum Jahr 2024 zahlten die Gliedkirchen der EKD 14 Millionen Euro an die Betroffenen sexualisierter Gewalt aus. Zum Vergleich: Alleine im Zeitraum vom 1. Januar 2021 bis zum gleichen Zeitpunkt im Jahr 2024 zahlte die katholische Kirche in Deutschland ca. 56 Millionen Euro an Betroffene aus.

## Kritik
Die Fachanwältin für Strafrecht, Martina Lörsch, die an der Aufarbeitung des Ahrensburger Missbrauchsskandal beteiligt war, kritisiert, dass ein Verknüpfen von einer Anerkennungsleistung an eine Strafbarkeit realitätsfern und ungerecht ist. Sie gibt an, dass eine Strafbarkeit häufig beispielsweise an das Vorliegen eines Schutzbefohlenenverhältnisses gebunden ist. Das Vorliegen eines Schutzbefohlenenverhältnisses könne alleine davon abhängen, ob eine Tat nach dem Konfirmandenunterricht im Pfarrhaus (kein Schutzbefohlenenverhältnis) oder auf einer Konfirmandenfreizeit in der Jugendherberge (Schutzbefohlenenverhältnis) geschehen sei. Außerdem sei die pauschale Zahlung in Höhe von 15.000 € bei Taten, bei denen eine strafrechtliche Relevanz vorlag, insofern nicht fair, da der 13. Abschnitt des StGB Straftaten gegen die sexuelle Selbstbestimmung in sehr verschiedenen Schweregraden beinhalte. So werde bei einem einmaligen „Grabschen“ bei einer erwachsenen Person, das gemäß § 184i (1) StGB strafbar ist, ebenso 15.000 € gezahlt wie auch bei einem schwerem sexuellen Missbrauch von Kindern.
Die Unabhängige Beauftragte für Fragen des sexuellen Kindesmissbrauchs der Bundesregierung (UBSKM) Kerstin Claus kritisierte, dass die Zahlungen der evangelischen Kirche nicht transparent seien und ein klarer Bezug auf die Taten fehle. Weiter ist Claus der Meinung, dass Taten von der Kirche nach einem ethisch-moralischen Standard bewertet werden sollten und nicht nach Kriterien des Strafrechts.